# Habitatge al carrer Ribas, 2 (Alella)
L'Habitatge al carrer Ribas, 2 és una obra eclèctica d'Alella (Maresme) inclosa a l'Inventari del Patrimoni Arquitectònic de Catalunya.

## Descripció
És un edifici civil, una casa de planta baixa i pis que en profunditat s'adapta al desnivell del carrer. L'alçada de les cobertes és desigual en totes les seves parts.
Destaca especialment per l'ús d'elements clàssics a façana: balustrades al balcó del primer pis, una entrada d'arc de mig punt a la planta baixa flanquejada per pilastres adossades, amb un capitell corinti i un entaulament superior sense cap mena de funció estructural sinó purament decorativa.